# Правила полётов по приборам
Правила полётов по приборам, ППП (англ. instrument flight rules, IFR) — совокупность авиационных правил и инструкций, предусматривающих выполнение полётов в условиях, при которых местонахождение, пространственное положение и параметры полёта воздушного судна определяются по показаниям пилотажно-навигационных приборов. ППП предусматривают выдерживание экипажем параметров полёта для соблюдения интервалов эшелонирования, установленных, главным образом, органом управления воздушным движением.
Большинство рейсов коммерческой авиации осуществляется по ППП. Противоположными по смыслу являются правила визуальных полётов (ПВП), при которых задачи ориентации в пространстве решаются по наблюдаемым пилотом линии горизонта и наземным ориентирам. Кроме того, при полётах по ПВП задачу выдерживания минимумов эшелонирования экипаж выполняет самостоятельно, наблюдая другие борты.
Визуальный заход на посадку (ВЗП) является продолжением полёта по ППП, его не следует путать с полётом и заходом на посадку по ПВП.